# ラテン通貨同盟
ラテン通貨同盟（ラテンつうかどうめい）とは、フランス、ベルギー、イタリア、スイスを原加盟国とする通貨同盟。

## 概要
フランスが1857年にアルジェリアを制圧してすぐ、フランス銀行の正貨準備高は25％も跳ね上がった。フランスでは正金の余剰が生まれ、比較的少額の決済に用いる銀が都市部で相対的に希少となった。
名目としては市場原理、実際には農村部に残存する銀への投機を追認する金本位制論者および産業資本と、ロスチャイルドら東アジア貿易を重視して金銀比価の固定（金銀複本位制）を主張する金融資本とが対立した。
オセアニアを含めた東アジア貿易での銀貨による支払いが倍増した1865年、ラテン通貨同盟が設立されて銀は投機から保護された。南北戦争終結によりアメリカからの輸入額も回復し、ここでもフランス貿易商は銀貨での輸入費用を抑えた。1868年についてはオスマン帝国に対しても同様であった。普仏戦争に敗れたフランスは50億フランの対独賠償債務を背負い、フランス銀行が兌換停止となり、大不況で減価した銀が通貨同盟圏に押し寄せた。それでもラテン通貨同盟は1873年のスカンディナヴィア通貨同盟の成立に影響を与えた。
しかしやはり、1876年にフランスが、1878年にはラテン通貨同盟全体が、目的を失って銀貨の発行を停止した。金融機構としてのラテン通貨同盟は、オスマン債務管理局をめぐる債権国同士の対立構図に変化をもたらした。イタリアが三国同盟から脱退し、またギリシャがラテン通貨同盟を脱退・再加入したのである。
独仏通商協定の結ばれた1927年、ラテン通貨同盟は解散した。

## 歴史
ラテン通貨同盟は、通貨の満たすべき基準としてフランスのフラン金貨(ナポレオン金貨)を採用した。フラン金貨は1803年にナポレオン一世（ナポレオン・ボナパルト）により導入され、5、10、20、40、50、100フラン硬貨が鋳造された。なかでも20フラン硬貨（純度90%、重さ6.45161 g、直径21 mmの金に刻印したもの）が最も一般的であった。フランスの制度では、フラン金貨は1:15.5の比率でフラン銀貨と交換することが可能であった。この比率は、1803年当時の法律上の2つのコインの相対的な価値に近いものだった。
1865年12月23日、フランス、ベルギー、イタリア、スイスの4カ国は条約を締結し、ラテン通貨同盟を結成した。4カ国は金銀複本位制で、金と銀のレートをフランスで認められている、15.5:1とすることで合意した。1LMUフランは、4.5 gの純良な銀貨、または0.290322 gの純良な金貨と等価とした。
この条約により、4カ国は共通の基準に基づいて、自由に両替可能な金貨や銀貨を鋳造できるようになった。条約が結ばれる前は、例えば、4カ国それぞれの国において、銀貨の純度は80%から90%と様々であった。しかし、この条約によって、最も純度の高い5フラン銀貨の純度は90%、2フラン銀貨、1フラン銀貨、50サンチーム銀貨、20サンチーム銀貨の純度はすべて83.5%にしなければならなくなった。この条約は1866年8月1日に発効した。
ラテン通貨同盟は、どの参加国でも鋳造し、交換できる金貨や銀貨の基準を定めることで、異なる国どうしの貿易を促進する役割を果たした。こうして、フランスの商人は、イタリアのリラをそれと同じだけの価値を持つフランに両替できるため、イタリアの商人との取引にも応じることができた。
1867年の国際通貨会議の後に、元々の4カ国に加え、ギリシャがラテン通貨同盟に参加した。1867年の4月10日のことであった。ギリシャは条約を遵守することに同意した同盟国以外の国はラテン通貨同盟への参加を認められるという条項を利用した。スペインやルーマニアも参加を検討した。それらの議論は参加しないという結論を得て終わったが、どちらの国も自国の通貨をラテン通貨同盟の基準にあわせようと試みた。オーストリア＝ハンガリー帝国は、複本位制を認めなかったため、ラテン通貨同盟への参加を断ったが、1867年12月24日にフランスとの二国間通貨条約を締結し、それによって互いの金貨を定められたレートによって受け入れることに同意した。オーストリア＝ハンガリー帝国は、その後、自国の、全てではないがいくつかのコインをラテン通貨同盟の基準に基づいて鋳造している。例えば、8フローリンコインは、フランスの20フラン硬貨の基準を満たしている。
他の国々も後に公式には同盟に参加せずに、その制度を採用した。フランスの植民地（アルジェリアやチュニジアなど）では1865年に条約の適用が認められた。ペルーは1863年7月31日に法律を定め、フラン制度を導入した。コロンビアとベネズエラも1871年にフラン制度を導入した。フィンランド大公国は1877年8月9日に、セルビアは1878年11月11日、ブルガリアは1880年5月17日にそれぞれフラン制度を導入した。1904年には、デンマーク領西インドもラテン通貨同盟の基準を採用したが、通貨同盟には参加しなかった。1912年にアルバニアがオスマン帝国から独立したとき、オスマン・リラに代わって、フランスやイタリア、ギリシャ、オーストリア＝ハンガリー帝国からもたらされたラテン通貨同盟のコインが流通し始めていた。アルバニアは1925年に独自の通貨制度を採用するまで、自国の硬貨を鋳造したり、自国の紙幣を発行したりすることはなかった。
ナポレオン3世と教皇領の財政担当官であるジャコーモ・アントネッリの暗黙の合意により、貴金属の割合に関する規定を無視して、野心的な銀貨鋳造量の増加に乗り出した。教皇領において発行される硬貨は急速に価値を下げ、聖座の威光により瞬く間に同盟国に流通していった。しかし、結局スイスとフランスの銀行によって教皇領において発行される硬貨は排除され、教皇領はラテン通貨同盟から除外された。

## 失敗
当初より、金と銀の世界市場における相対価値の変動はラテン通貨同盟を緊張させた。今日では、貴金属の価値が変動することによって、複本位制に基づく通貨に影響が出ることは避けられないこととして認識されている。ラテン通貨同盟が設立された1865年当時は、銀の金に対する相対的な価値が上昇し続けており、その最高点を迎えようとしていた。1873年には、銀の価値が大きく下落し、それに伴ってラテン通貨同盟諸国、特にフランスやベルギーの銀の輸入量が急激に増加した。1873年までに銀の価値の下落によって、金と銀の価値の比が同盟内の基準である、15.5:1であるときには、金ではなく銀を鋳造する方が利益が出るようになった。実際、1871年から1872年の間ずっとフランス造幣局は五百万フラン分の銀貨をコインに兌換するために受け取っているが、1873年だけで一億五千四百万フラン分の銀貨を受け取っている。ラテン通貨同盟の参加国は銀貨の流入を恐れ、1874年1月30日にパリにおいて一時的に銀への兌換を自由に行えないように制限した。1878年までに銀の価値が戻る様子が見られなかったため、銀貨の鋳造は完全に中断された。1873年より後は事実上金本位制となった。法律上は銀での支払いも認められていたが、慣習として金での支払いが要求され、強制された。5フラン銀貨は「本質的には銀行券と同じ立場」になった。
結局、ラテン通貨同盟は様々な理由でうまくいかなかった。自国の通貨の価値を下落させる国がいくつかあったこともその理由のひとつである。この問題に関しては、教皇領の財政担当官であるジャコーモ・アントネッリが有名である。彼は銀の純度が不適切な硬貨を鋳造し、それらの硬貨を他国の適切に鋳造された硬貨と交換した（グレシャムの法則）。さらに重要なことは、新たな銀山の発見とより進んだ製錬技術によって銀の供給量が増加したため、ラテン通貨同盟の固定された金と銀のレートでは、銀の金に対する価値が実際よりも高くなってしまった。特にドイツの商人は、ラテン通貨同盟諸国に銀を持ち込み、銀貨を鋳造して割安なレートで金貨と交換することで知られていた。このような、経済を不安定化するような手段に対抗するため、1878年には、ラテン通貨同盟はその通貨を純粋な金本位制にせざるを得なかった。
フィナンシャルタイムズによると、ラテン通貨同盟のもう一つの主要な問題は、複本位制に基づいて紙幣を印刷することを禁止できなかったことであった。フランスやイタリアはこの問題につけ込んで、紙幣を発行し、自国の事業に投資した。これは、「他の同盟国の通貨によって保証された紙幣を発行することで、他の同盟国に強制的に財政の浪費のコストの一部を負担させる」目的で行ったものである。ギリシャも問題を引き起こした。BBCによると、ギリシャ政府が何度も自国の硬貨に含まれる金の量を減らしたために、その経済は慢性的に弱った。それゆえ、ギリシャは元々の合意に反し、他の同盟国の通貨に対して自国の通貨の価値を切り下げた。1908年、ギリシャはラテン通貨同盟から除名された。しかし、1910年にギリシャは再びラテン通貨同盟に加わった。
たとえ新しい銀貨の鋳造が中止されたとしても、存在している銀貨は流通し続け、金と銀の価値変動は悩みの種であった。20世紀初め、第一次世界大戦が激化し、政治は大きく乱れた。そのためラテン通貨同盟は実質的にはその終焉を迎えた。その後も法律上は存在したが、1927年に公式に解散した。
ラテン通貨同盟の基準に基づいて作られた最後のコインは、1967年に作られたスイスの半フラン、1フラン、2フラン硬貨である。

## 硬貨
以下は硬貨の例である。
| 5ギリシャ・ドラクマ 1876年 | 5ギリシャ・ドラクマ 1876年 |
| -------------------------- | -------------------------- |
|                            |                            |
| ゲオルギオス1世            | ギリシャの国章             |

| 5 ベルギー・フラン硬貨 1868年 | 5 ベルギー・フラン硬貨 1868年 |
| ----------------------------- | ----------------------------- |
|                               |                               |
| レオポルド2世                 | ベルギーの国章                |

| 5フランス・フラン硬貨 1868年 | 5フランス・フラン硬貨 1868年   |
| ---------------------------- | ------------------------------ |
|                              |                                |
| ナポレオン3世                | 第二帝政におけるフランスの国章 |

| 5イタリア・リラ硬貨 1874年      | 5イタリア・リラ硬貨 1874年 |
| ------------------------------- | -------------------------- |
|                                 |                            |
| ヴィットーリオ・エマヌエーレ2世 | サヴォイア公国の国章       |

| 5スペイン・ペセタ硬貨 1885年 | 5スペイン・ペセタ硬貨 1885年 |
| ---------------------------- | ---------------------------- |
|                              |                              |
| アルフォンソ12世             | スペインの国章               |

| 5ベネズエラ・ボリバル硬貨 1912年 | 5ベネズエラ・ボリバル硬貨 1912年 |
| -------------------------------- | -------------------------------- |
|                                  |                                  |
| シモン・ボリバル                 | ベネズエラの国章                 |